# Hypseleotris aurea
Hypseleotris aurea är en fiskart som först beskrevs av Shipway, 1950.  Hypseleotris aurea ingår i släktet Hypseleotris och familjen Eleotridae. IUCN kategoriserar arten globalt som livskraftig. Inga underarter finns listade i Catalogue of Life.